# Azatadină
Azatadina este un antihistaminic din clasa compușilor triciclici, de generația 1, și un anticolinergic. Molecula a fost patentată în 1967. S-a renunțat la utilizarea sa în favoarea loratadinei și desloratadinei.:53 iar toate autorizațiile de punere pe piață au fost retrase.